# براد هال (رجل أعمال)
براد هال (بالإنجليزية: Brad Hall)‏ هو منتج أفلام ومدرب رياضي وشخصية أعمال ورائد أعمال أمريكي، ولد في 16 مايو 1968 في والنوت كريك في الولايات المتحدة.

## وصلات خارجية
- براد هال على موقع IMDb (الإنجليزية)